# Hydraecia pallescens
Hydraecia pallescens är en fjärilsart som beskrevs av Smith 1899. Hydraecia pallescens ingår i släktet Hydraecia och familjen nattflyn. Inga underarter finns listade i Catalogue of Life.